# Ana Paula de Tassis
Ana Paula de Tassis Pisoler (Governador Valadares, 5 de janeiro de 1965) é uma ex-voleibolista indoor brasileira, naturalizada italiana, que atuou em vários clubes nacionais e internacionais.
Atuou na posição de  central e oposto e serviu a Seleção Brasileira Feminina de Voleibol. Foi campeã do Campeonato Sul-Americano Juvenil de 1984 no Peru, também foi  semifinalista no Campeonato Mundial Juvenil de 1985 na Itália ,e medalhista de prata no Campeonato Sul-Americano Juvenil de 1986 no Brasil. Pela seleção principal alcançou a medalha de prata no Campeonato Sul-Americano de 1985 na Venezuela.
Radicou-se na Itália, onde construiu a maior parte de sua carreira, atuando como ponta  e defendeu a seleção italiana na posição de líbero nos Jogos Olímpicos de Verão de 2000  em Sydney. Disputou uma edição do Grand Prix, foi semifinalista no Montreux Volley Master de 2000 e na posição de ponta alcançou a medalha de prata no Campeonato Europeu de 2001, na Bulgária, e ouro no Pré-Olímpico Mundial de 2000 no Japão.
Em clubes, foi medalhista de prata  no Campeonato Sul-Americano de Clubes e no Campeonato Mundial de Clubes de 1991, ambos no Brasil. Foi semifinalista no Campeonato Mundial de Clubes de 1992 na Itália, vice-campeã no extinto Torneio Internacional Salonpas Cup de 2001 no Brasil, medalhista de ouro na edição da Copa Challenge CEV 1996-97, além de ter disputado as edições de 1998-1999 e 2002-2003.

## Carreira
Filha de Martin e Annita de Tassis, Ana Paula tem dois irmãos: Christiane (Kity) e Ricardo de Tassis. Antes de se destacar no voleibol, esta mineira brilhou no atletismo, conquistando o título de campeã do Campeonato Brasileiro Infanto-Juvenil de Salto em Altura aos 15 anos, com a marca de 1,72m.
Ana Paula foi revelada nas categorias de base do Minas Tênis Clube, onde jogou de 1982 a 1985. Durante esse período, representou a Seleção Brasileira no Campeonato Sul-Americano Juvenil em Iquitos, Peru, conquistando a medalha de ouro e vestindo a camisa número 10.
Em 1985, foi convocada para a Seleção Brasileira pelo técnico Marco Aurélio Motta e, como parte da preparação para o Campeonato Mundial Juvenil, participou do Campeonato Sul-Americano Adulto em Caracas, Venezuela, onde a equipe conquistou o vice-campeonato. No Campeonato Mundial Juvenil de 1985, realizado em Milão, Itália, Ana Paula ajudou a equipe a alcançar a quarta posição.
Em 1986, ela voltou a representar a Seleção Brasileira no Campeonato Sul-Americano Juvenil em São Paulo, onde conquistou a medalha de prata, acumulando 25 jogos na categoria juvenil. No mesmo ano, apesar de estar treinando com a seleção principal para o Campeonato Mundial da Checoslováquia, foi cortada da equipe pouco antes da competição, após cinco meses de concentração. Naquela época, jogava como central e intermediária (oposta), e foi contratada pelo Transbrasil, onde o técnico era Inaldo Manta.
Na temporada seguinte, transferiu-se para o C.A.Pirelli, onde foi vice-campeã do Campeonato Paulista em 1987 e 1988. Em 1990-91, passou a defender o Pão de Açúcar/Colgate, conquistando o vice-campeonato da Liga Nacional, competição que precedeu a Superliga Brasileira A. Em 1991, também foi vice-campeã do Campeonato Sul-Americano de clubes em Ribeirão Preto, Brasil e conquistou a medalha de prata na primeira edição do Campeonato Mundial de Clubes realizado em São Paulo.
Na temporada 1991-92, Ana Paula ficou sem clube devido à crise econômica provocada pelo Plano Collor, que dificultou a formação de equipes e o patrocínio ao esporte no Brasil. Nesse período, ela recebeu uma proposta do Yoghi Ancona, na Itália. Com o Yoghi Ancona, avançou aos playoffs da Liga A1 Italiana, sendo eliminada nas quartas de final.
Ana Paula renovou com o clube, agora denominado Brummel Ancona, e competiu no Campeonato Mundial de Clubes de 1992, realizado em Jesi, Itália, onde terminou em quarto lugar. Na Liga A1 Italiana, a equipe avançou às semifinais, encerrando a competição na quarta posição e foi vice-campeã da Copa A1 Italiana.
Na temporada 1993-94, Ana Paula reforçou o Foppapedretti Bergamo na Liga A2 Italiana, conquistando o título e a promoção para a Liga A1. Na Copa A2 Itália, a equipe não avançou além das oitavas de final.
Na temporada 1994-95, Ana Paula foi contratada pelo Fincres Roma, classificando-se na quarta colocação na fase de classificação da Liga A1 Italiana e encerrando a competição no quarto lugar após avançar às semifinais. A equipe também foi vice-campeã da Copa A1 Itália.
Ela permaneceu no clube, que mudou o nome para Alpam Roma Pallavolo, e conquistou a medalha de bronze na Liga A1 Italiana 1995-96, após avançar às semifinais. Como terminou em terceiro na fase de classificação, não houve disputa pelo bronze, e a equipe foi eliminada nas oitavas de final da Copa A1 Itália.
Na temporada 1996-97, Ana Paula continuou no Gierre Roma, não subindo ao pódio na Liga A1 Italiana, onde encerrou na quinta posição. A equipe também não avançou além das oitavas de final na Copa A1 Itália, mas conquistou a medalha de bronze na Copa da Itália e participou da edição da Copa Challenge CEV 1996-97, ainda denominada Copa CEV, conquistando a medalha de ouro.
Em sua quarta temporada em Roma, Ana Paula passou a jogar pelo Magna Carta Roma na temporada 1997-98, encerrando na quarta posição após a equipe ser eliminada nas quartas de final da Liga A1 Italiana. A equipe também chegou às oitavas de final da Copa A1 Itália.
Na temporada 1998-99, Ana Paula continuou no clube, agora denominado Cavagrande Roma. A equipe terminou na nona posição da Liga A1 Italiana e Ana Paula ficou em nono lugar entre as maiores pontuadoras, registrando 66 pontos em três partidas. Ela foi a Melhor Atacante da edição e ficou em quarto lugar entre as atletas com Melhor Recepção Perfeita. A equipe não avançou na Copa A1 Itália. Na Copa Challenge CEV 1998-99, a equipe chegou às quartas de final.
Em 1999-00, Ana Paula transferiu-se para o Latte Lucano Matera e alcançou o sétimo lugar na Liga A1 Italiana, além de novamente disputar as oitavas de final da Copa A1 Itália. Ela marcou 307 pontos em 24 partidas e ficou em quarto lugar entre as atletas com Melhor Recepção Perfeita.
Radicada na Itália há muitos anos e já com cidadania italiana, Ana Paula teve a oportunidade de jogar pela seleção italiana em 2000. Ela estreou pela seleção no Montreux Volley Masters, convocada pelo técnico Angiolini Frigoni, para atuar como líbero. Nesta competição, a equipe foi semifinalista, alcançando o quarto lugar. Ainda em 2000, Ana Paula disputou pela primeira vez o Grand Prix, cuja fase final foi em Manila, Filipinas, alcançando o sétimo lugar.
Também em 2000, Ana Paula competiu pelo Pré-Olímpico Mundial, realizado em Tóquio, Japão, ajudando a seleção italiana a conquistar a vaga para a Olimpíada de Sydney 2000. Aos 35 anos de idade, Ana Paula participou dos Jogos Olímpicos de Sydney, surpreendendo-se com a oportunidade, já que estava planejando sua aposentadoria. A seleção italiana terminou em nono lugar.
Após a Olimpíada, Ana Paula deixou Roma e sentiu muito a mudança, pois na capital italiana era muito reconhecida pelo público. Houve interesse do Vasco da Gama em repatriá-la para a temporada 2000-01, mas Ana Paula foi contratada pelo Ain Napoli para a temporada 2000-01. A equipe alcançou o nono lugar na Liga A1 Italiana e garantiu a permanência na elite ao vencer o Play Out, além de chegar às quartas de final da Copa A1 Itália.
Em 2001, Ana Paula foi convocada para a seleção italiana pelo técnico Marco Bonitta, atuando como ponta. Ela disputou pela primeira vez o Campeonato Europeu de Seleções, conquistando a medalha de prata na edição realizada em Varna, Bulgária.
Ana Paula também disputou a primeira edição do extinto Torneio Internacional Salonpas Cup de 2001, sediado em Salvador, Bahia, pelo Starfin Ravenna, onde alcançou a medalha de prata.
Na temporada 2001-02, Ana Paula representou o Cerdisa Reggio Emilia na Liga A1 Italiana. A equipe teve uma campanha difícil, sendo rebaixada ao terminar em décimo segundo lugar e alcançando apenas as oitavas de final da Copa A1 Itália.
Ana Paula também jogou pelo Pinetamasciaguru Ravenna na temporada 2002-03, encerrando na nona posição na Liga A1 Italiana e chegando às oitavas de final da Copa A1 Itália. A equipe foi vice-campeã da Supercopa Italiana e chegou às quartas de final da Copa Challenge CEV 2002-03, ainda denominada Copa CEV.
Ana Paula continuou no mesmo clube, agora chamado PinetaGuru Ravenna, e atuou como líbero na temporada 2003-04. A equipe novamente terminou na nona posição na Liga A1 Italiana e chegou às quartas de final da Copa A1 Itália, permanecendo no clube até 20 de fevereiro de 2004. Atualmente, Ana Paula vive em Cervia, Ravenna, onde possui uma loja chamada "L'Officina Artworks", onde vende artigos de decoração e quadros de sua autoria. Além disso, Ana Paula é poliglota, fluente em português, inglês, espanhol e italiano, e cursou Engenharia Química no Brasil.

## Títulos e resultados
Participação nos Jogos Olímpicos de Sydney em 2000
- Pré-Olímpico Mundial:2000[42]
- Campeonato Mundial Juvenil :1985[6]
- Campeonato Mundial de Clubes:1992[17]
- Montreux Volley Master:2000[40]
- Liga Nacional:1990-91[12]
- Liga A1 Italiana:1992-93[18] 1994-95[22] e 1997-98[26]
- Liga A1 Italiana:1995-96[23]
- Liga A2 Italiana:1992-93[19]
- Supercopa Italiana:2002-03[56]
- Copa A1 Itália:1992-93[18] e 1994-95[22]
- Copa Itália:1996-97[24]
- Campeonato Brasileiro de Salto em Altura Infanto-Juvenil:1980[2]
- Campeonato Paulista:1987 , 1988 e 1990

## Premiações individuais
- Melhor Atacante da Liga A1 Italiana de 1998-99[3]
- 4ª Melhor Recepção da Liga A1 Italiana de 1998-99[30]
- 4ª Melhor Recepção da Liga A1 Italiana de 1999-00[36]